# Nephrotoma luteopleura
Nephrotoma luteopleura är en tvåvingeart som först beskrevs av Seguy 1938.  Nephrotoma luteopleura ingår i släktet Nephrotoma och familjen storharkrankar.
Artens utbredningsområde är Kenya. Inga underarter finns listade i Catalogue of Life.